# Itame alba
Itame alba là một loài bướm đêm trong họ Geometridae.